# Smooth jazz
Smooth jazz is een vorm van populaire muziek, gebaseerd op jazzmuziek met invloeden van funk, r&b of popmuziek.
De term smooth jazz wordt gebruikt om een genre muziek aan te duiden, maar ook om een marketing- of radioformule te beschrijven.

## Achtergrond
Het genre kwam op gang in de jaren zeventig van de vorige eeuw, toen jazzmusici instrumenten en stijlen uit de popmuziek integreerden in hun muziek. Een pionier op dit gebied was Miles Davis die eind jaren zestig met elektronica in de jazz begon te experimenteren. Musici die met Davis samengewerkt hadden, als Herbie Hancock, Chick Corea en John McLaughlin, gingen in de jaren zeventig hun eigen weg met wat meer toegankelijker muziek dan die van Davis. Door gebruik van elektronische instrumenten, een sterker even ritme zoals dat in de funk te horen was, en meer nadruk op melodie, ontstond bijvoorbeeld een jazz-funk genre. Hancock was een van de musici aan de basis van dit genre, voordat hij in de late jaren 70 meer aansloot bij de doorsnee popmuziek. Invloeden uit de andere hoek van de popmuziek deden een jazz-rockstijl ontstaan.

## Term
In de jaren 80 consolideerde zich een stroming binnen deze mengvormen van muziek, die een sterker popkarakter had, toegankelijk van aard was, en waarin emotionaliteit en improvisatie niet sterk aanwezig waren. Dit wordt smooth jazz genoemd. Artiesten die muziek in dit genre hebben gemaakt, zijn bijvoorbeeld Lee Ritenour, Bob James (beiden later met dezelfde stijl in Fourplay), Al Jarreau, Kenny G, Brecker Brothers, Incognito, en Grover Washington jr.
Als radioformule in de Verenigde Staten omvat de categorie smooth jazz vaak meer dan uitsluitend jazz-funk-rockmengvormen. De term houdt dan vooral verband met factoren als melodieusheid, toegankelijkheid, herkenbaarheid van covers, en geringe emotie in de zang.